# Vigelsø
Vigelsø est une île inhabitée du Danemark située dans le Odense Fjord (en).
Avec une superficie de 132 ha c'est la plus grande île du fjord. Elle a été rendue à la nature après des années de culture intensive. C'est un important point de passage pour des oiseaux migrateurs.